# Cyphoedma
Cyphoedma är ett släkte av fjärilar. Cyphoedma ingår i familjen mätare.
Kladogram enligt Catalogue of Life:
| Cyphoedma | \| \| Cyphoedma mirafloressa \| \| \| \| \| \| Cyphoedma transvolutata \| \| \| \| |
|           | \| \| Cyphoedma mirafloressa \| \| \| \| \| \| Cyphoedma transvolutata \| \| \| \| |
|           | Cyphoedma mirafloressa                                                             |
|           |                                                                                    |
|           | Cyphoedma transvolutata                                                            |
|           |                                                                                    |